# 가미마타마촌
가미마타마촌(上真玉村)은 오이타현 니시쿠니사키군에 있던 촌이다. 현재의 분고타카다시의 일부에 해당한다.